# Ундозеро (озеро, Вологодская область)
Ундозеро — пресноводное озеро на территории Анхимовского сельского поселения Вытегорского района Вологодской области.

## Физико-географическая характеристика
Площадь озера — 2,2 км², площадь водосборного бассейна — 96,9 км². Располагается на высоте 172,3 метров над уровнем моря.
Форма озера округлая. Берега каменисто-песчаные, местами заболоченные.
С западной стороны озера вытекает безымянная протока, впадающая в Качозеро. Из Качозера также вытекает протока, впадающая в озеро Калмача, из которого вытекает ручей Канава, впадающий с правого берега в Кимреку, являющуюся притоком реки Мегры, впадающей, в свою очередь, в Онежское озеро.
С востока в Ундозеро впадает протока, вытекающая из Лухтозера.
Ближе к юго-западному берегу озера расположен один небольшой остров без названия.
На берегах Ундозера расположены деревни Бараново и Ундозерский Погост.
Код объекта в государственном водном реестре — 01040100611102000020155.